# Esquinas
Esquinas è il terzo album in studio della cantante statunitense Becky G, pubblicato il 28 settembre 2023. L’album si discosta completamente dal genere musicale dei due album precedenti, diventando il primo progetto discografico della cantante nel genere di musica regionale messicana.

## Promozione
Con l’uscita del primo singolo "Chanel" in collaborazione con Peso Pluma, la cantante annuncia che ha iniziato a lavorare al suo terzo album che avrà un sound prettamente "Mexican Regional" (Musica Regionale Messicana). 
Il singolo ottenne un ottimo successo in America, entrando nella top 50 della Billboard Hot 100, classifica ufficiale americana.
La cantante nel frattempo è impegnata nel suo primo tour americano Mi casa, tu casa. Dopo il rilascio del secondo singolo La nena, il 25 agosto annuncia il titolo dell’album e spiega che il genere che ha abbracciato per questo progetto è un tributo alle sue origini e alla sua famiglia, soprattutto ha dedicato il progetto al suo defunto nonno.
Le promo del disco continuano con il rilascio dei singoli Querido abuelo, 2ndo chance e Por el contrario e con il continuo del suo Tour.

## Tracklist
1. 2ndo Chance (feat. Iván Cornejo) – 3:52
2. Cries in Spanish (feat. DannyLux) – 3:06
3. Bien canijo – 2:58
4. La nena (feat. Gabito Bellesteros) – 2:44
5. Chaney (feat. Peso Pluma) – 3:21
6. Patras (feat. Yahritza y Su Esencia) – 2:50
7. Cuidadito (feat. Chiquis) – 2:56
8. Un puño de tierra – 3:28
9. Los astros – 2:48
10. Por un amor – 3:20
11. Guapa (feat. Angela Aguilar, Leonardo Aguilar) – 3:04
12. Cruz de olvido – 3:19
13. Querido abuelo – 3:52